# تئاتر هیمارکت
تئاتر هیمارکت (انگلیسی: Haymarket Theatre) یک سالن تئاتر در شهر وست‌مینستر، لندن است.
این سالن که در تاریخ ۴ ژوئیه ۱۸۲۱ تأسیس شده در سال‌های ۱۸۷۹، ۱۹۰۴ و ۱۹۹۴ مورد بازسازی قرار گرفته‌است، ظرفیت این سالن ۸۸۸ نفر است.

## نگارخانه

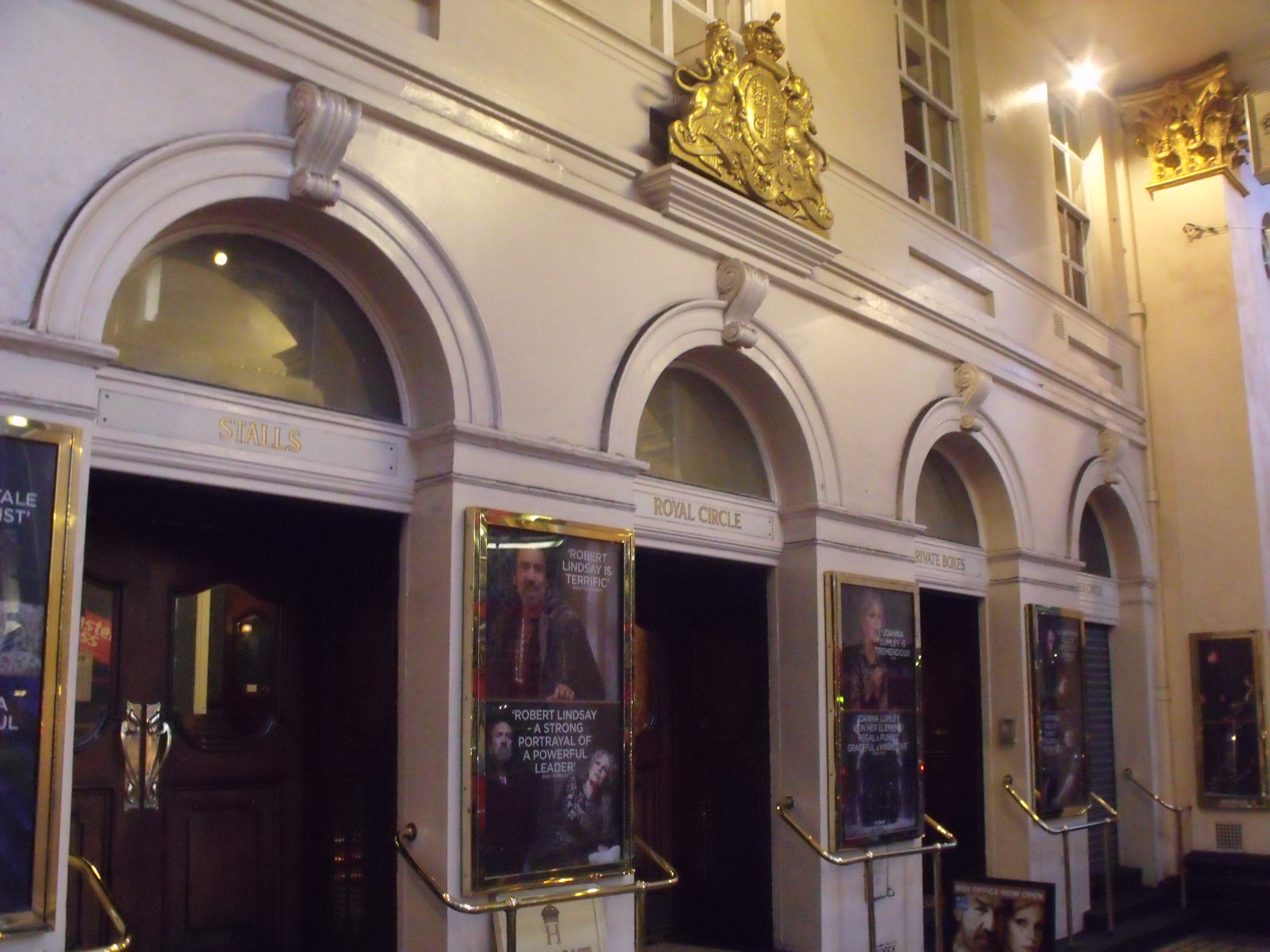
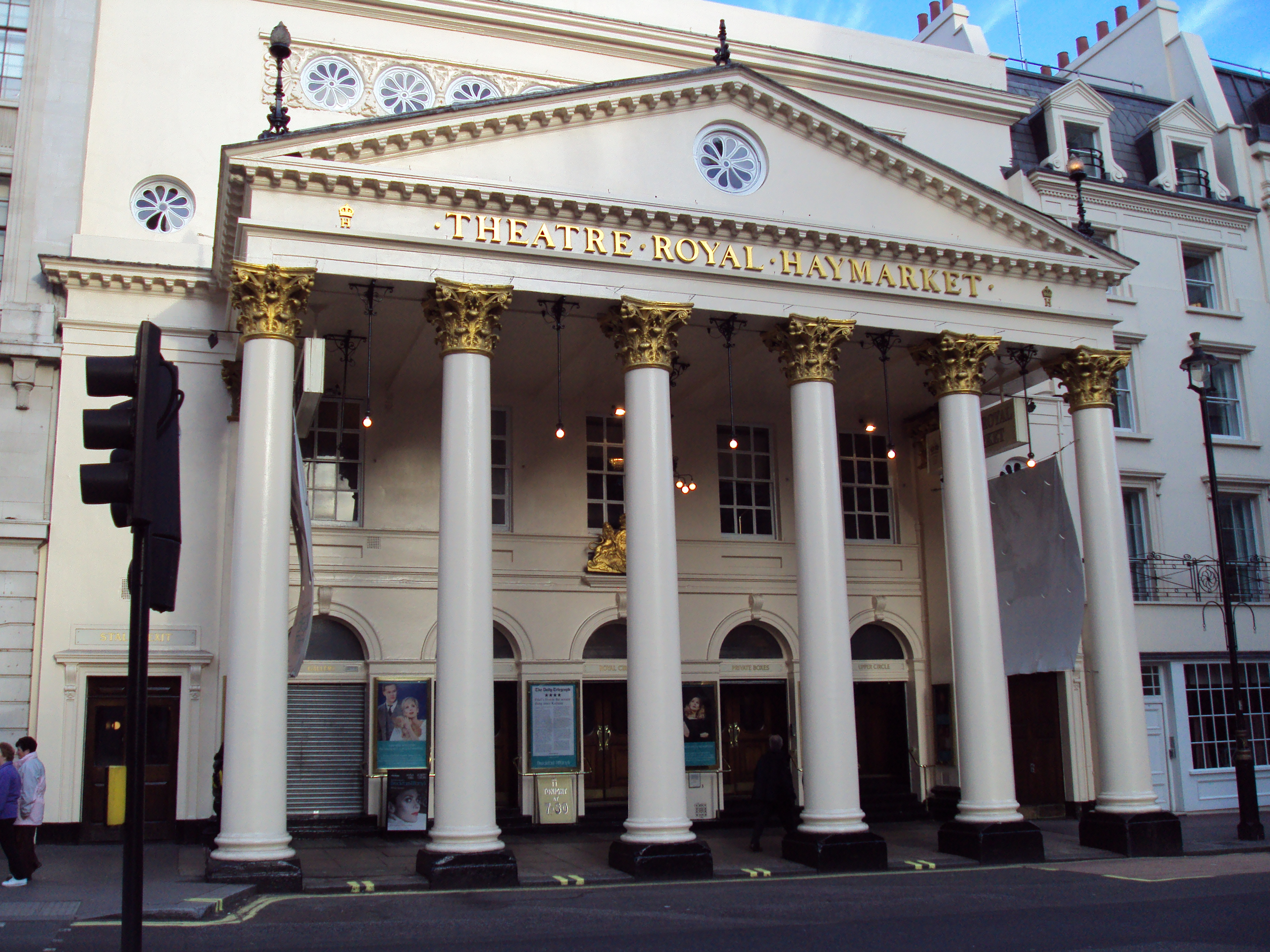
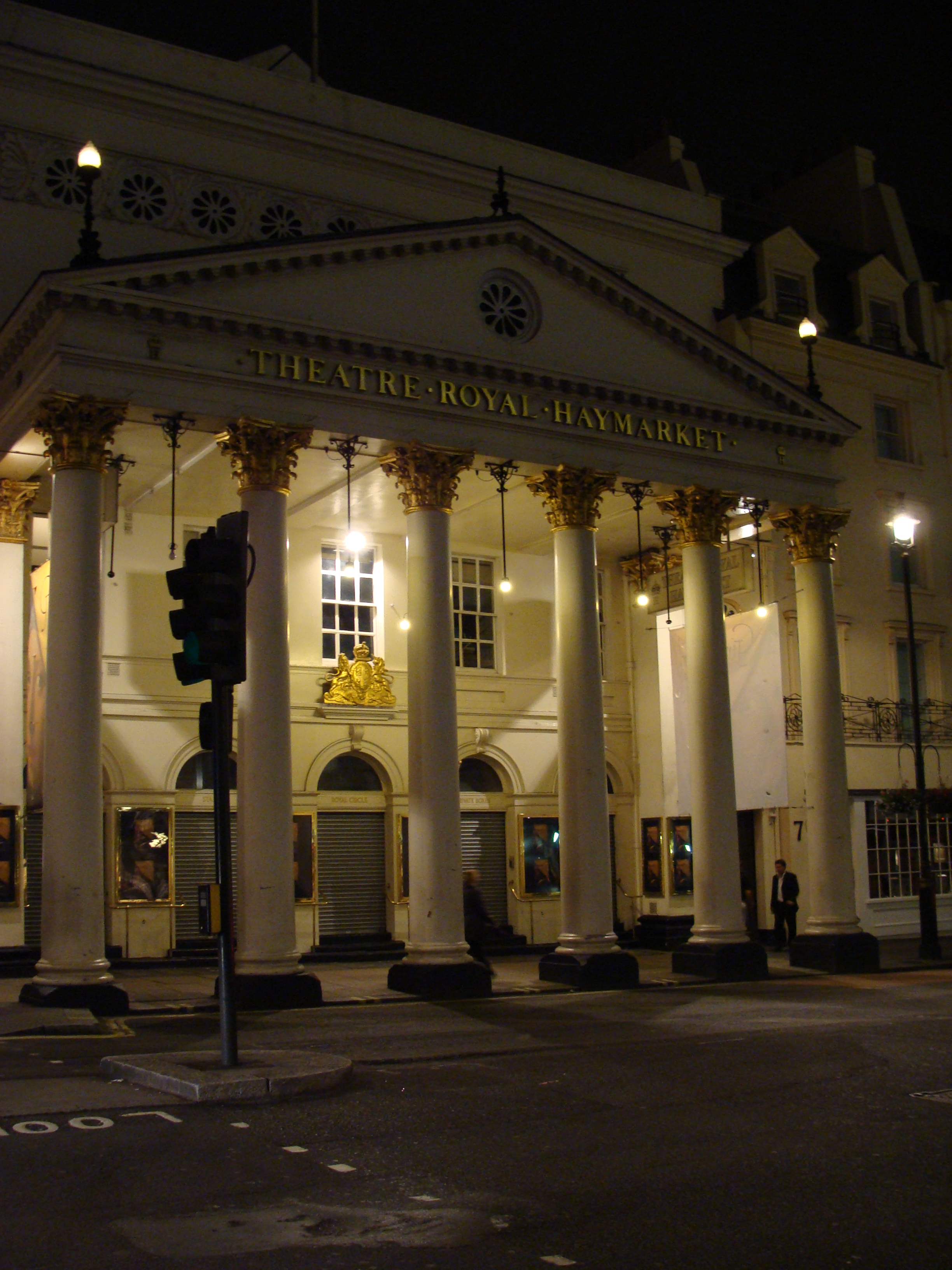
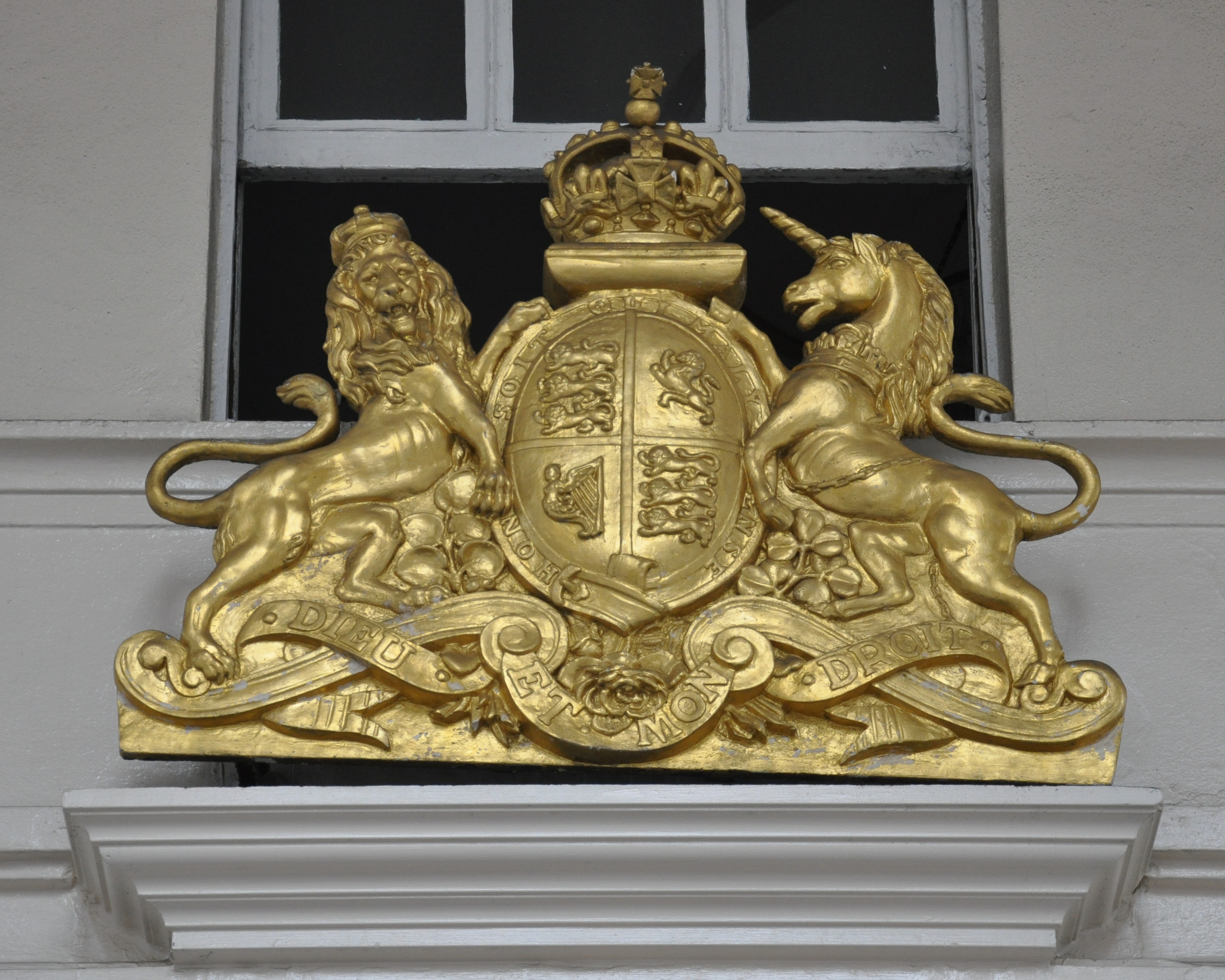